# Jemca (rijeka)
Jemca (rus. Емца) je rijeka u Plesetskom i Holmogorskom rajonu te u gradu Mirniju u Arhangelskoj oblasti u Rusiji. To je lijevi pritok Sjeverne Dvine. Duga je je 188 km, s površinom porječja od 14100 km2. Njeni glavni pritoci su Mehrenga (desni), Tjogra (lijevi), Vajmuga (lijevi) i Boljšaja Čača (desni).

## Porječje i tok rijeke
Porječje Jemce zauzima istok Plesetskog rajona, jug Holmogorskog rajona i neka područja u sjevernim dijelovima Njandomskog i Šenkurskog rajona. Osim toga, teritorij podređen gradu Mirniju u cijelosti se nalazi unutar granica porječja Jemce. U donjem toku, Jemca s juga omeđuje Sijski zakaznik, savezno zaštićeno područje prirode.
Izvor Jemce nalazi se u Plesetskom rajonu, sjeverozapadno od naselja Pljeseck i nekoliko kilometara istočno od Onjege (koja ne pripada slivu Sjeverne Dvine). Jemca teče prema sjeveroistoku. Gradsko naselje Savinski nalazi se na desnoj obali rijeke. Unatoč imenu, gradsko naselje i željeznička stanica Jemca se ne nalaze na rijeci. Nizvodno od Savinskog, Jemca prelazi na područje grada Mirnog, a odatle u Holmogorski rajon, gdje s desne strane prima svoju najveću pritoku, Mehrengu. Blizu ušća, na lijevoj obali nalazi se povijesno selo Jemeck, bivše središte ujezda i okruga.
Donjih 10 km riječnog toka (nizvodno od sela Jemetsk) je plovno. 

## Vanjske poveznice
|  | Zajednički poslužitelj ima još gradiva o temi Jemca (rijeka) |